# Procambarus delicatus
Procambarus delicatus är en sötvattenlevande kräfta som lever endemiskt i USA.